# Saluva Narasimha Deva Raya
Saluva Narasimha Deva Raya (1431 – 1491) fu un imperatore dell'Impero Vijayanagara appartenente alla Dinastia Saluva.
Fu patrono di Madhva, santo del vaishnavismo e autore del Ramabhyudayam in sanscrito. Patrocinò anche il poeta kannada Kavi Linga. Nel 1452, ottenne il titolo di Mahamandaleshwara di Chandragiri durante il regno di Mallikarjuna Raya. Suo padre Saluva Gunda fu il governatore di Chandragiri.
Dopo la morte di Virupaksha Raya II e l'incoronazione di Praudha Raya come nuovo monarca di Vijayanagara, l'immenso impero cadde nell'abbandono e nell'anarchia. Vedendo l'unica speranza per salvare il regno in un colpo di stato militare, Saluva Narasimha diede l'avvio alla dinastia Saluva alla guida dell'impero.
Come re, Saluva Narashima cercò di espandere l'impero, anche se si trovò continuamente ad affrontare difficoltà causate dalle ribellarsi dei notabili. Nel 1491, perse Udayagiri in favore di Gajapati Kapilendra mentre i comandanti di Ummattur nella regione di Mysore, Saluvas di Hadavalli e Santharas di Karkala sulla regione costiera del Karnataka, e Srirangapatna e Sambetas di Peranipadu nel Cuddapah minacciarono costantemente l'impero.
La guerra di Saluva Narashima con i Gajapati contro Udayagiri nel 1489 si dimostrò disastrosa e venne fatto prigioniero e successivamente rilasciato in cambio di perdite territoriali. Tuttavia, riuscì a conquistare i porti occidentali del Kannada tra cui Mangalore, Bhatkal, Honnavar e Bakanur.
Saluva Narashima infine morì nel 1491. Tuttavia, a quella data i suoi figli erano ancora troppo giovani per salire al trono. Per questo motivo i figli vennero lasciati alle cure di Narasa Nayaka, un fedele ministro e generale e dalla famiglia Tuluva.